# Roche Koutou
La roche Koutou est un inselberg situé dans le Sud-Ouest de la Guyane, au milieu de la forêt guyanaise. Culminant à 361 mètres, il est situé dans la commune de Maripasoula, entre les rivières Malani et Litani. Ce piton rocheux résulte de l'affleurement de roches granitiques formées il y a 2,2 milliards d'années qui constituent le socle du bouclier des Guyanes.
Ce relief donne son nom à la ZNIEFF de type I : « Roche Koutou et Savanes-Roches annexes ».